# Новіни (Нижньосілезьке воєводство)
Новіни (пол. Nowiny) — село в Польщі, у гміні Кобежиці Вроцлавського повіту Нижньосілезького воєводства.
Населення — 77 осіб (2011).
У 1975-1998 роках село належало до Вроцлавського воєводства.

## Демографія
Демографічна структура станом на 31 березня 2011 року:
|          | Загалом | Допрацездатний вік | Працездатний вік | Постпрацездатний вік |
| -------- | ------- | ------------------ | ---------------- | -------------------- |
| Чоловіки | 33      | 11                 | 21               | 1                    |
| Жінки    | 44      | 17                 | 20               | 7                    |
| Разом    | 77      | 28                 | 41               | 8                    |